# Château de Mortefontaine
Ne doit pas être confondu avec Château de Vallière.
Le château de Mortefontaine est un château français du XVIIe siècle situé à Mortefontaine, dans le département de l'Oise et la région Hauts-de-France. Construit pendant la période entre 1600 et 1630 pour le seigneur de Plailly-Montmélian, Philippe Hotman, il devient le centre de pouvoir du marquisat de Plailly-Montmélian, érigé en 1654, dont le siège administratif reste toutefois à Plailly. Le château est surtout connu pour avoir été la résidence de campagne de Joseph Bonaparte de 1798 à 1814, ce qui en fit, à l'époque, un haut lieu de la vie de société. C'est aujourd'hui une résidence privée, qui a perdu sa splendeur après avoir servi d'école entre 1949 et 1958, puis d'hôtel de luxe à partir de 1987. Du parc à l'anglaise dessiné en 1770, ne reste rien de significatif sur cette partie du domaine.

## Histoire

### Les origines
Au Moyen Âge central, la châtellenie de Montmélian, dont dépend Mortefontaine, appartient à la couronne, jusqu'à ce que le roi Philippe-Auguste la donne en échange contre la seigneurie de Vernon à Richard de Vernon et son fils Richard. Une partie importante des terres appartiennent à la famille des Bouteiller de Senlis. Richard II de Vernon n'a pas de descendance mâle. Sa fille Marie épouse le chevalier Guillaume Calletot, qui décide de donner toutes ses possessions en pays de France à l'abbaye de Saint-Denis en 1283. Mortefontaine a donc deux seigneurs, l'abbaye de Saint-Denis représentée par un prévôt appelé procureur et châtelain, et Jean le Bouteiller, seigneur de Chantilly. En 1345, Guillaume IV le Bouteiller, fortement endetté, abandonna tout le domaine de Montmélian à son beau-frère Robert de Clermont, et ne garda que la « tour carrée » comme résidence. 
Cependant, les deux seigneurs mentionnés ne possèdent pas toutes les terres de Mortefontaine, où les fiefs sont nombreux. La famille de Laillier, alliée à celle de Plailly, parvient à en réunir un certain nombre, peut-être également des terres ayant appartenu aux de Clermont. Autant est-il que Jean de Lallier, qui se fait appeler Christophe de Plailly, seigneur de Bertrandfosse, se fait aussi appeler seigneur de Mortefontaine dans un acte de 1500. Fort âge, il meurt en 1518 et laisse ses biens à Jean de Lallier (qui n'est pas son fils). Ce dernier désigne comme héritiers quatre de ses écuyers, les trois frères Parent et Adrien Le Fèvre, dit du Fay. Ils ne tardent pas à tout revendre à Germain II Le Rebours, conseiller au Parlement de Paris. À sa mort avant 1547, ses fils Guillaume et Germain III se partagent la seigneurie, qui est donc divisée entre Bertrandfosse et Mortefontaine. C'est Germain III Le Rebours qui récupère la seigneurie de Mortefontaine, mais il disparaît jeune, et sa veuve et cousine Madeleine Brachet la laisse à son parent Jerôme Brachet. Il n'y a, à cette époque, pas encore question d'un château à Mortefontaine.
La seigneurie de Mortefontaine est vendue à François Hotman en 1570, alors que celle de Bertrandfosse demeure dans la famille Le Rebours jusqu'en 1737. L'abbaye de Saint-Denis ayant subi de lourdes pertes lors des guerres de religion et des troubles de la Ligue, elle décide de vendre sa seigneurie de Montmélian-Plailly à François Hotman également, en 1599. Désormais, la plupart des terres de Mortefontaine sont à un seul homme, à l'exception notamment du fief de Vallière. Cependant, l'abbaye reste suzeraine. L'administration se fait toujours depuis l'hôtel du Four à Plailly, où se rend également la justice seigneuriale. Hotman, ambassadeur en Suisse, meurt dès 1600 et lègue la seigneurie à son troisième fils Philippe. 
Étant donné que le château a été bâti entre 1600 et 1630, le commanditaire doit être Philippe Hotman, qui ne possède pas d'autres seigneuries, ni d'un manoir ou château sur place. La tour carré de Montmélian appartient au duc de Montmorency et est déjà complètement ruinée en 1621. - Le château de Mortefontaine et la seigneurie ainsi que le fief de Vallière sont acquis par le président du Parlement Jacques le Coigneux en 1652, qui obtient l'érection de la seigneurie et châtellenie en marquisat en 1654. Ce marquisat est vendu à Louis II le Peletier (fils de Claude Le Peletier) en 1680. À l'instar de son père, Louis le Peletier fait une belle carrière au Parlement dont il devient le premier président en 1707. Le troisième fils issu de son second mariage, Jacques-Louis, hérite du marquisat à la mort de son père en 1736. Il parvient encore à l'agrandir par le rachat de Bertrandfosse.

### Les années de gloire de Mortefontaine
Louis III Le Peletier est né le 6 avril 1730 et devient conseiller au Parlement, maître des requêtes, intendant de La Rochelle et Soissons, prévôt des marchands de Paris, conseiller d'État, Grand trésorier et commandeur des ordres du Roi. Il épousa en premières noces Catherin-Charlotte du Cluzel de la Chabrerie, en 1754, et en secondes noces Françoise-Élisabeth-Suzanne de la Cropte de Bourzac, en 1768. Une cloche en l'église de Mortefontaine est baptisée de son nom en 1773. Après la disparition de son père Jacques-Louis en 1770, Louis prend la gestion du domaine en main. Ami de René-Louis de Girardin, il décide d'aménager le parc de Mortefontaine en jardin anglo-chinois suivant l'exemple d'Ermenonville. « Monsieur de Morfontaine » commence par le Petit parc près du château, où un ruisseau artificiel est créé, s'élargissant en un chapelet d'étangs minuscules. Un pavillon chinois, un obélisque, une colonne et une « vallée des tombeaux », une glacière surmontée d'un pavillon et une prairie tiennent lieu de fabriques. Le parc est encore orné d'un grand nombre de statues d'animaux, d'un théâtre, une orangerie, une volière. Le Peletier fait également aménager plus sommairement le Grand parc. C'est apparemment lui qui fait graver le rocher Delille, en hommage à l'abbé Delille, auteur d'un célèbre poème descriptif intitulé Les Jardins (1782). Parmi les autres amis de Monsieur de Morfontaine, on compte les artistes Élisabeth Vigée Le Brun et Hubert Robert. Pour faciliter l'accès des habitants de Mortefontaine à l'eau potable, le seigneur fait construire la fontaine monumentale.

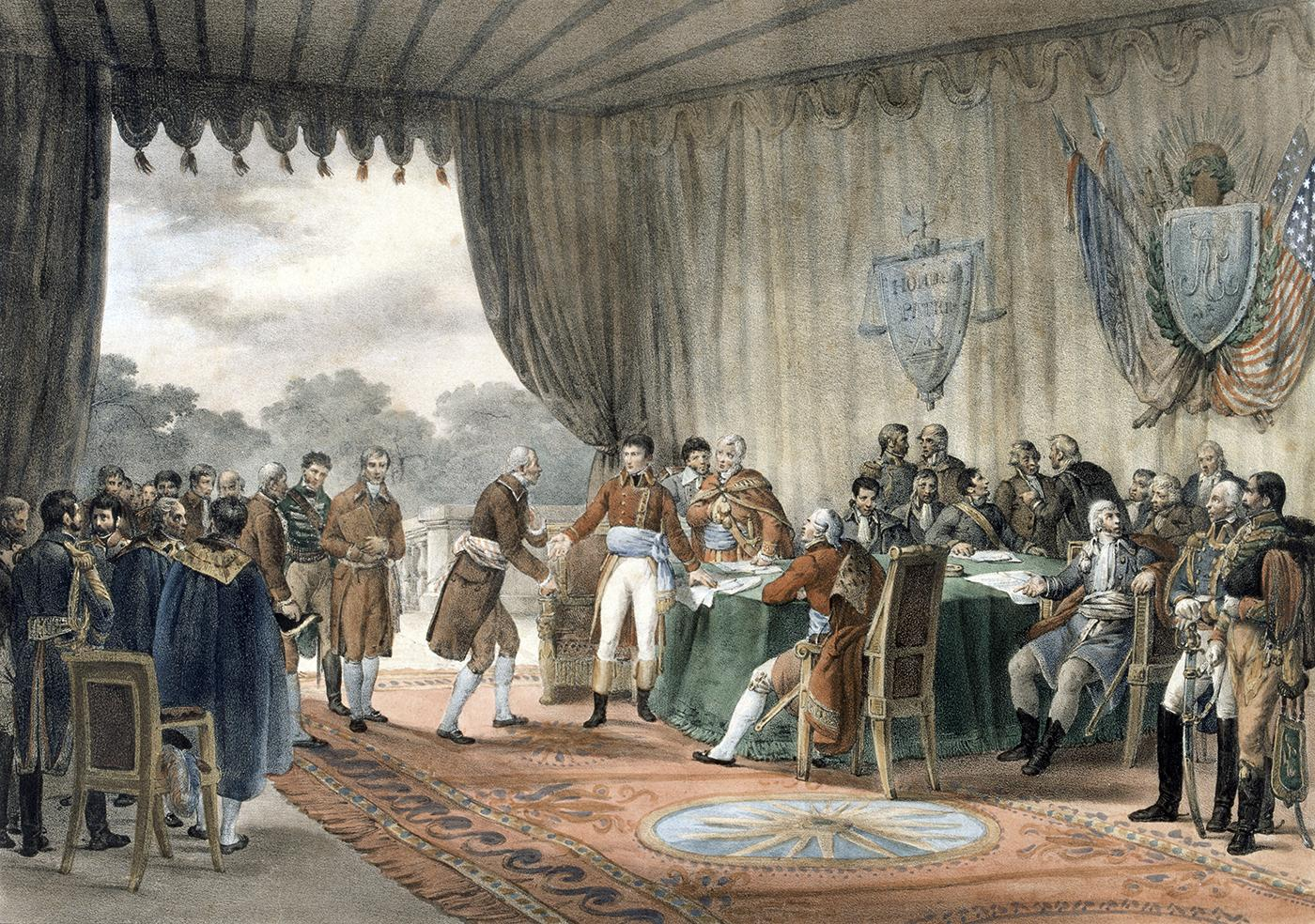
Signature du traité d'amitié entre la France et les États-Unis, le 30 novembre 1800 au château de Mortefontaine.

À la Révolution, Louis le Peletier prend le chemin de l'exil. En décembre 1790, il vend ses biens avant qu'ils ne soient saisis. L'ensemble de l'ancien marquisat de Montmélian est acquis par Joseph Duruey, conseiller d'État et seigneur de Sannois, et sa femme, Jeanne Morin. L'acte de vente donne une description assez détaillée du château de Mortefontaine, du parc et des multiples dépendances, dont le moulin de Vallière, la ferme à côté de l'église Saint-Barthélémy et l'hôtel du Four à Plailly. Mais dès le 18 mars 1794, Duruey est condamné à mort et guillotiné le jour même. Le frère de Napoléon Bonaparte, Joseph Bonaparte, rachète Mortefontaine par acte du 20 octobre 1798. Les autres parties de l'ancien marquisat avaient cependant été vendues séparément,.

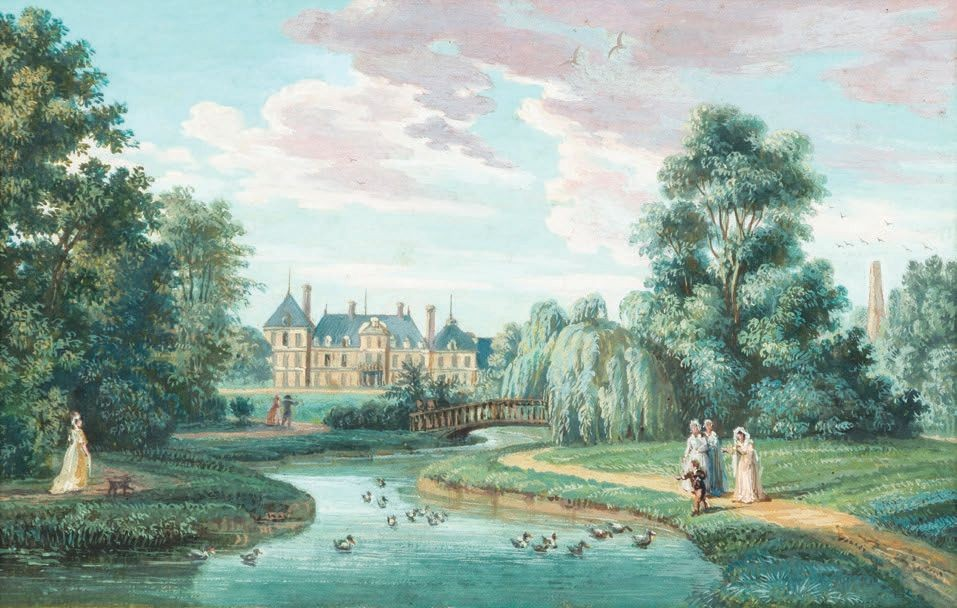
Vue du château de Mortefontaine, du côté du jardin, 1805

Le 30 novembre 1800, le château est le théâtre de la signature du traité d'amitié entre la France et les États-Unis, dit traité de Mortefontaine, qui met fin à la quasi-guerre. C'est l'occasion de célébrer une grande fête avec 1 200 convives, immortalisée par une gravure de Francesco Piranesi. Puis, l'on négocie les préliminaires de la paix d'Amiens au château de Mortefontaine, le 25 mars 1802. Deux mariages y sont célébrés : celui de Joachim Murat et Caroline Bonaparte le 20 janvier 1800, et celui du prince Camille Borghèse et de Pauline Bonaparte le 5 novembre 1803. Lucien Bonaparte, propriétaire du château du Plessis-Chamant relativement proche, et Napoléon Bonaparte avec son épouse Joséphine de Beauharnais viennent souvent en visite. Joseph Bonaparte aime beaucoup Mortefontaine et y séjourne fréquemment. Il se consacre à l'embellissement du grand parc où il fait construire une dizaine de fabriques (ponts, tours, ruines, souterrain entre les deux parties du domaine...). Sa femme Julie Clary réside presque en permanence au château de Mortefontaine, sa santé fragile la tenant le plus souvent à l'écart de la vie publique. Des grands travaux sont conduits au château à partir de 1808, sous la direction de l'architecte Jacques Cellerier.
Pour éviter la confiscation du domaine à la chute de l'Empire, il est mis sous le nom de Mme de Villeneuve, parente de Julie Clary. Le château de Mortefontaine est loué au baron allemand von Schickler, passionné de chasse, qui y mène un grand train de vie. Mais finalement, Joseph Bonaparte décide de le vendre depuis son exil. C'est ainsi qu'en 1827, le dernier prince de Condé, père du duc d'Enghien, acquiert Mortefontaine, sans toutefois s'y installer. Après son décès mystérieux en 1830, sa maîtresse baronne de Feuchères en hérite, mais n'en obtient la jouissance qu'en 1832,. La baronne de Feuchères meurt en 1840 sans postérité directe en léguant Mortefontaine à sa filleule, Sophie Thanaron (†1901), par son mariage Madame Corbin.

### La division du domaine de Mortefontaine
L'entretien du grand domaine était fort onéreux et c'est pour cette raison qu'en 1894, Sophie Corbin décida de vendre le « Grand parc » au nord à Agénor de Gramont (1851-1925), 11e duc de Gramont et à la duchesse née Marguerite de Rothschild (1855-1905), qui y font construire le château de Vallière en style néogothique et néorenaissance. Toutefois, les deux domaines seront de nouveau réunis, dans cette même famille de Gramont, entre 1928 et 1949.

### Destin du château auXXesiècle

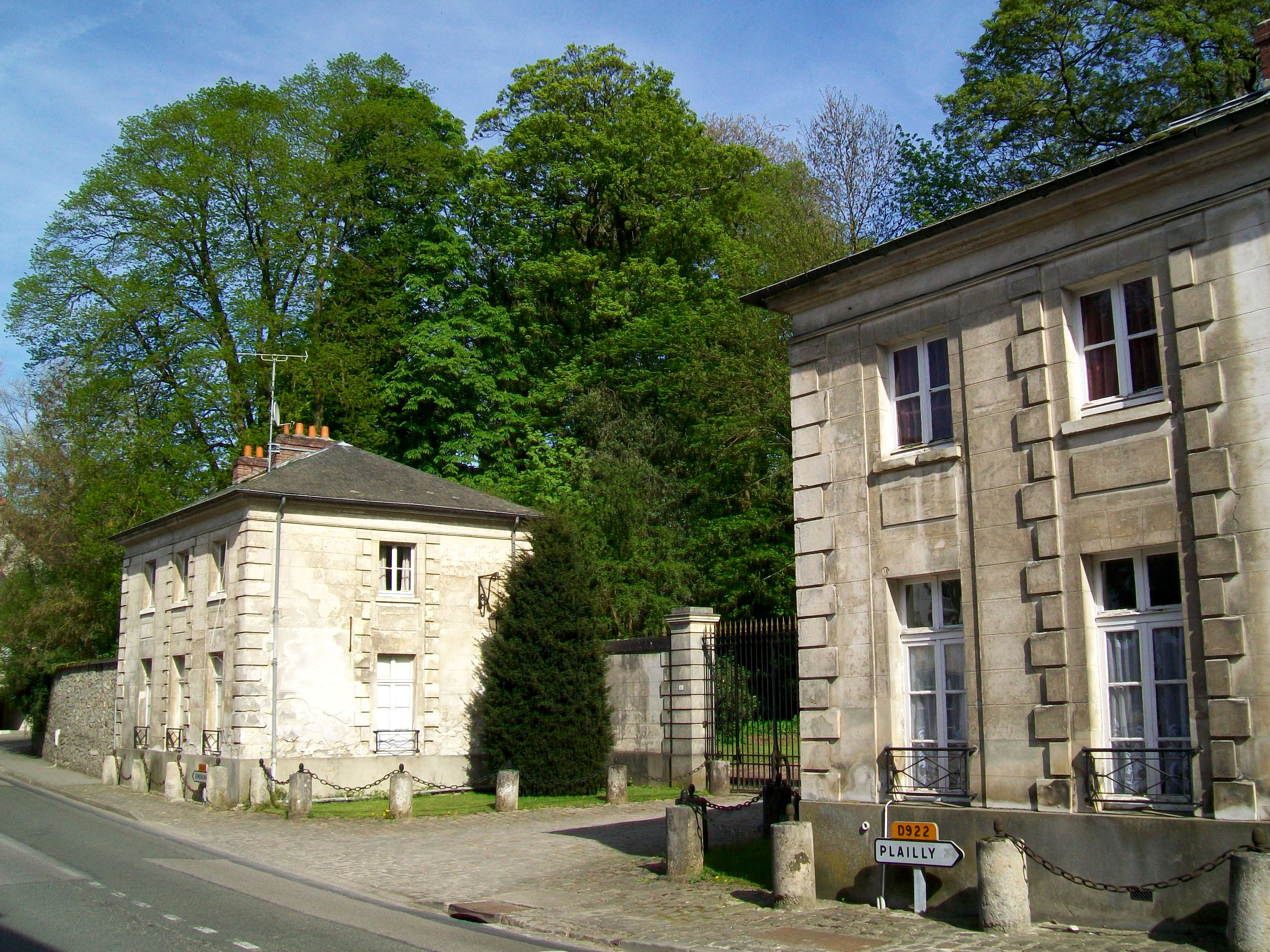
Les deux pavillons de garde encadrant l'ancienne entrée du château sont inscrits Monuments historiques.

À la disparition de Sophie Corbin, le 9 mars 1901 à l'âge de soixante-neuf ans, le château de Mortefontaine passe à ses filles, la baronne de Meyronnet-Saint-Marc et la comtesse Amelot de La Roussille, qui se partagent le château, où la première vivait déjà avec sa famille depuis 1874. Le bâtiment n'est pas en très bon état, manquant d'entretien. Chacune des sœurs s'aménage une aile du bâtiment selon son goût, mais seuls les travaux de restauration les plus urgents sont exécutés. Le baron Philippe de Saint-Marc (1849-1929), gendre de Madame Corbin, est maire de Mortefontaine de 1884 à 1921. Quand son épouse décède en janvier 1921, il préfère se retirer à Paris et sur sa propriété d'Aix-en-Provence et démissionne de sa fonction de maire. Philippe de Saint-Marc avait notamment conservé du mobilier de Mortefontaine, une série de gravures peintes de Louis-François Cassas, gravées par Piranèse, commandées par Joseph Bonaparte, ainsi que le lit dans lequel Napoléon couchait lorsqu'il séjournait chez son frère. Ces éléments de mobilier sont conservés par ses héritiers.
Vers 1928, le château de Mortefontaine est vendu au comte Louis-René de Gramont (1883-1963), frère du célèbre physicien et maire de la commune Armand de Gramont (1879-1962), qui habite le château de Vallière voisin. Le comte Louis-René s'attache à restaurer soigneusement le château. Pendant la Seconde Guerre mondiale, le bâtiment est occupé par les allemands de juin 1940 jusqu'à la libération de Paris en août 1944. Les dégâts sont minimes, contrairement au château d'Ermenonville qui a beaucoup souffert.
Cependant, le comte de Gramont n'a plus les moyens d'entretenir le château, et s'en sépare en faveur du Tiers-Ordre des Dominicains en 1949. L'ordre y installe son noviciat, fait construire un prieuré et ouvre un établissement scolaire. Mais dès 1958, les dominicaines ouvrent un nouveau quartier central à Rome, et la plupart des sœurs partent vers la Ville éternelle. Seule l'école reste à Mortefontaine. Avec la construction de nouveaux bâtiments pour les classes et la fermeture du noviciat, les religieuses n'ont plus besoin du château et souhaitent s'en séparer. Pendant de longues années, ils ne trouvent pas d'acquéreur, et le bâtiment reste vacant. Ce n'est qu'en 1985 que le pépiniériste M. Ponthieu l'achète, non pour l'habiter, mais pour le louer à la chaîne hôtelière « Alliance » qui y ouvre un hôtel de luxe.
Le domaine du château de Mortefontaine et du « Petit parc » de l'époque de Joseph Bonaparte est donc divisé en deux parties. Le château a perdu son parc, ses fabriques et ses statues, qui ont toutes été vendues, sauf le « gladiateur » toujours placé sur la pelouse devant l'entrée.
L'hôtel n'existe plus à ce jour, et le château est redevenu une résidence privée. Quant au reste du domaine avec le prieuré et l'Institut Saint-Dominique, il reste toujours la propriété de l'ordre. Affilié à l'Enseignement catholique et sous contrat, il propose école élémentaire, collège et lycée, accueillant au total plus de 1 000 élèves du CE2 à la terminale.

## Description du domaine
L'acte notarié du 1er décembre 1790 relatif à la vente de l'ancien marquisat de Mortefontaine à Joseph Duruey et Jeanne Morin, sa femme, donne une brève description du domaine et une énumération de ses composants. Voici un extrait qui porte plus particulièrement sur le château et ses abords : 

« Le château cy-devant fief seigneurial et principal manoir de Mortefontaine, sis audit lieu, composé d'un grand corps de logis flanqué de deux gros pavillons, d'une grande aile de bâtiment en entrant à main gauche, le tout couvert d'ardoises, grande cour, place devant icelle, fossés et terrasses, etc., basse-cour attenante à l'aile de bâtiment à gauche dudit château, composée d'un corps de logis particulier avec chambres, greniers, écuries, remises, granges, étable, bûcher, toits à porcs, laiterie, orangerie, salle de comédie, colombier à pied, et autres bâtimens couverts de tuiles, cour verte derrière, grand parc composé de bosquets, allées, massifs, prairies et potagers, jardins fruitiers et potagers aux deux extrémités, et au milieu desquels sont deux maisons et bâtimens couverts de chaume, lesdits bâtimens communiquant avec les potagers et ayant leur entrée par la rue qui conduit de Mortefontaine à Plailly. Lesdits parc, potagers, cours, basse-cour, bâtimens et dépendances contenant ensemble 52 arpens ou environ, dont 49 sont en parc et potager ; un enclos hors du parc et y joignant, lieudit le Temple, un bâtiment représentant un portique de temple auquel est adossée une maison composée de chambres et greniers, couverte en tuiles, étable et écurie, ledit enclos fermé de fossés, contenant 19 arpens 1/2 ou environ, etc., etc. »

## Protection
Le secteur qui correspond à l'ancien Petit parc du château de Mortefontaine, d'une superficie de 40 ha, a été inscrit au titre des sites par arrêté du 27 mars 1947, sur la base de la loi du 2 mai 1930 relative à la protection des monuments naturels et des sites de caractère artistique, historique, scientifique, légendaire ou pittoresque. Ce site inclut le domaine de l'Institution Saint-Dominique, qui n'existait pas encore en 1947, et des terres agricoles au sud, qui ont jadis été soustraites du parc. L'exemple de l'inscription de ce site montre bien l'inefficacité du procédé, car de nombreux bâtiments ont été construits à proximité du château dès 1958, et le parc n'a jamais été restauré et a perdu toutes ses fabriques de jardin.
Plus récemment, le château, les deux pavillons d'entrée et le parc (dont la glacière) ont été inscrits au titre des monuments historiques par arrêté du 2 août 2004. Le parc du château de Mortefontaine dessiné en 1770 a été repéré pour le pré-inventaire des jardins remarquables.

## Lieu de tournage
En 2015, une équipe de l'émission Secrets d'Histoire a tourné plusieurs séquences au château dans le cadre d'un numéro consacré à Désirée Clary, intitulé Désirée Clary, Marseillaise... et reine de Suède, diffusé le 25 août 2015 sur France 2
En 2016, des séquences ont également été tournées au château dans le cadre d'un numéro consacré à Caroline Bonaparte, intitulé Caroline, née Bonaparte, épouse Murat, diffusé le 27 juillet 2017 sur France 2